# Pteropus rodricensis
Pteropus rodricensis là một loài động vật có vú trong họ Dơi quạ, bộ Dơi. Loài này được Dobson mô tả năm 1878.

## Hình ảnh

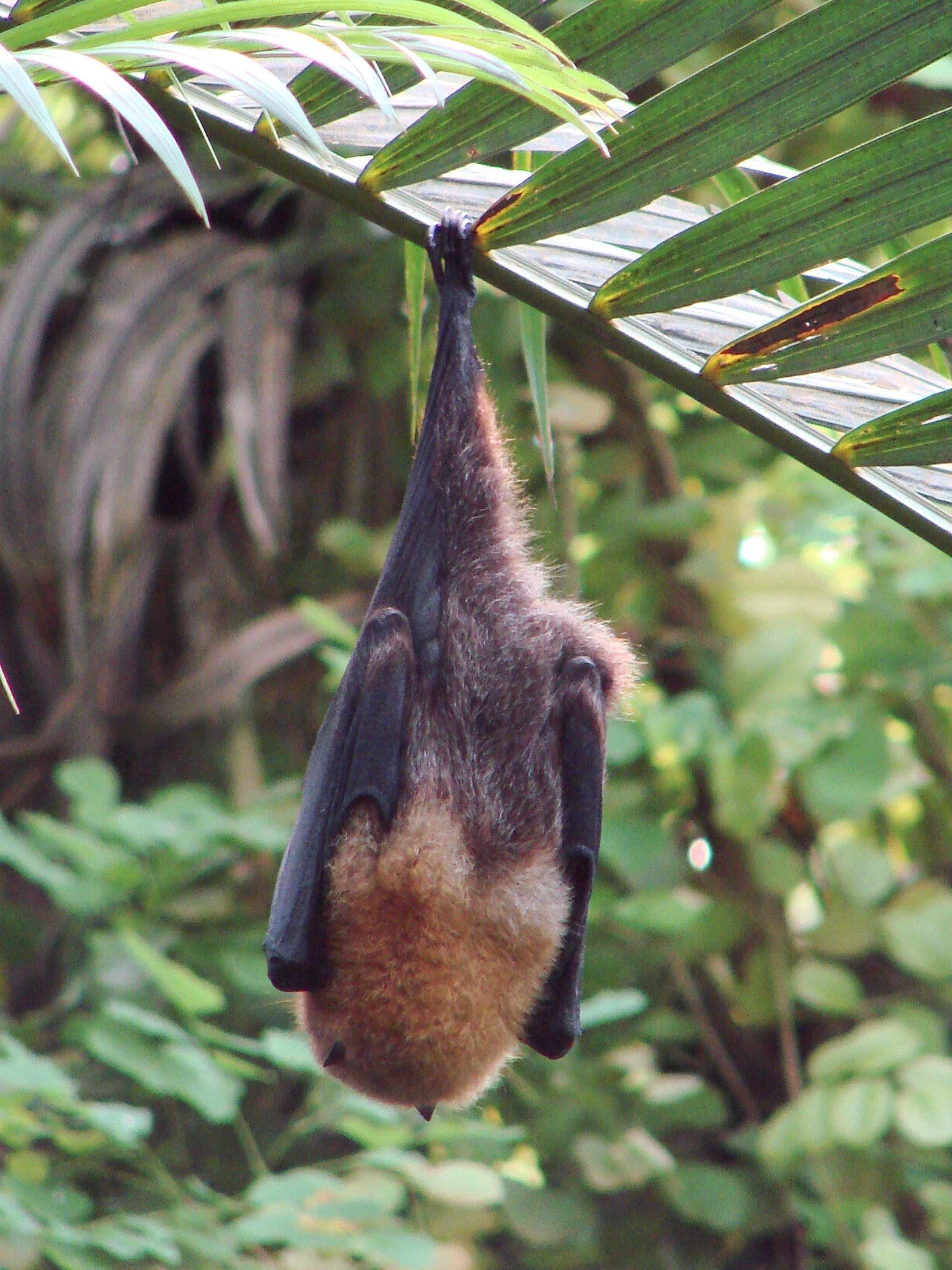